# Championnat d'Europe féminin de hockey sur gazon 2021
Navigation
Édition précédente Édition suivante
Le Championnat d'Europe de hockey sur gazon féminin 2021 est la 15e édition du Championnat d'Europe féminin de hockey sur gazon, le championnat bisannuel international de hockey sur gazon féminin d'Europe est organisé par la Fédération européenne de hockey.
Le tournoi se tiendra en même temps que le Championnat d'Europe masculin, au Wagener Stadium d'Amsterdam aux Pays-Bas et devait être programmé du 20 au 29 août 2021,. Cependant, à la suite du report des Jeux olympiques d'été de 2020 à juillet et août 2021 en raison de la Pandémie de Covid-19, le tournoi a été reporté et aura lieu du 5 au 13 juin 2021.
Les trois meilleures équipes se qualifieront pour la Coupe du monde 2022. Les Pays-Bas sont championnes en titre, remportant l'édition 2019.

## Équipes qualifiées
Les nations participantes se sont qualifiées sur la base de leur classement final de la compétition 2019.
| Événement                    | Dates             | Lieu    | Quotas | Qualifiés                                                          |
| ---------------------------- | ----------------- | ------- | ------ | ------------------------------------------------------------------ |
| Pays hôte                    | 1er juillet 2018  | N/A     | 1      | Pays-Bas (1)                                                       |
| Championnat d'Europe 2019    | 17 - 25 août 2019 | Anvers  | 5      | Allemagne (4) Espagne (7) Angleterre (5) Irlande (8) Belgique (12) |
| Championnat II d'Europe 2019 | 4 - 10 août 2019  | Glasgow | 2      | Écosse (22) Italie (17)                                            |

## Phase préliminaire
Les poules sont annoncées le 11 mai 2020.
Toutes les heures correspondent à CEST (UTC+2).

### Poule A
| Rang | Équipe   | J | V | N | P | BP | BC | Diff | Pts | Qualification                                        |
| ---- | -------- | - | - | - | - | -- | -- | ---- | --- | ---------------------------------------------------- |
| 1    | Pays-Bas | 3 | 3 | 0 | 0 | 21 | 1  | +20  | 9   | Demi-finales et Coupe du monde 2022 en tant qu'hôtes |
| 2    | Espagne  | 3 | 1 | 1 | 1 | 6  | 9  | -3   | 4   | Demi-finales et Coupe du monde 2022 en tant qu'hôtes |
| 3    | Irlande  | 3 | 1 | 1 | 1 | 2  | 5  | -3   | 4   |                                                      |
| 4    | Écosse   | 3 | 0 | 0 | 3 | 1  | 15 | -14  | 0   |                                                      |

Source: FIH
En cas d'égalité de points de plusieurs équipes à l'issue des matchs de poule, les critères suivants sont appliqués dans l'ordre indiqué pour établir leur classement:
1. Points de chaque équipe,
2. Matchs gagnés,
3. Différence de buts,
4. Buts pour,
5. Plus grand nombre de points obtenus dans les matchs de poule disputés entre les équipes concernées,
6. Buts marqués en plein jeu.

| Match 1           | Pays-Bas                                        | 4 - 0   | Irlande |                                                                            |                                                                            |
| 5 juin 2021 15h30 | Van Maasakker 9e · Leurink 14e, 44e · Matla 25e | (3 - 0) |         | Arbitrage : Sophie Bockelmann Laurine Delforge Arbitre vidéo : Ivona Makar | Arbitrage : Sophie Bockelmann Laurine Delforge Arbitre vidéo : Ivona Makar |
| 5 juin 2021 15h30 | Rapport                                         |         |         | Arbitrage : Sophie Bockelmann Laurine Delforge Arbitre vidéo : Ivona Makar | Arbitrage : Sophie Bockelmann Laurine Delforge Arbitre vidéo : Ivona Makar |

| Match 2 | Espagne                                        | 4 - 1   | Écosse   |                                                                            |                                                                            |
| 18h00   | Riera 8e · Jiménez 31e · Oliva 32e · Magaz 36e | (1 - 0) | 48e Dark | Arbitrage : Alison Keogh Ilaria Amorosini Arbitre vidéo : Michelle Meister | Arbitrage : Alison Keogh Ilaria Amorosini Arbitre vidéo : Michelle Meister |
| 18h00   | Rapport                                        |         |          | Arbitrage : Alison Keogh Ilaria Amorosini Arbitre vidéo : Michelle Meister | Arbitrage : Alison Keogh Ilaria Amorosini Arbitre vidéo : Michelle Meister |

| Match 5           | Irlande     | 1 - 0   | Écosse |                                                                                 |                                                                                 |
| 7 juin 2021 12h30 | Carroll 46e | (0 - 0) |        | Arbitrage : Sophie Bockelmann Ilaria Amorosini Arbitre vidéo : Laurine Delforge | Arbitrage : Sophie Bockelmann Ilaria Amorosini Arbitre vidéo : Laurine Delforge |
| 7 juin 2021 12h30 | Rapport     |         |        | Arbitrage : Sophie Bockelmann Ilaria Amorosini Arbitre vidéo : Laurine Delforge | Arbitrage : Sophie Bockelmann Ilaria Amorosini Arbitre vidéo : Laurine Delforge |

| Match 8 | Pays-Bas                                                                       | 7 - 1   | Espagne     |                                                                                         |                                                                                         |
| 20h00   | De Goede 14e · Matla 19e, 42e, 43e · Stam 27e · Van Maasakker 35e · Albers 55e | (3 - 0) | 56e Barrios | Arbitrage : Michelle Meister Céline Martin-Schmets Arbitre vidéo : Sébastien Michielsen | Arbitrage : Michelle Meister Céline Martin-Schmets Arbitre vidéo : Sébastien Michielsen |
| 20h00   | Rapport                                                                        |         |             | Arbitrage : Michelle Meister Céline Martin-Schmets Arbitre vidéo : Sébastien Michielsen | Arbitrage : Michelle Meister Céline Martin-Schmets Arbitre vidéo : Sébastien Michielsen |

| Match 9           | Espagne       | 1 - 1   | Irlande  |                                                                           |                                                                           |
| 9 juin 2021 12h30 | B. Garcia 12e | (1 - 1) | 2e Upton | Arbitrage : Laurine Delforge Ilaria Amorosini Arbitre vidéo : Dan Barstow | Arbitrage : Laurine Delforge Ilaria Amorosini Arbitre vidéo : Dan Barstow |
| 9 juin 2021 12h30 | Rapport       |         |          | Arbitrage : Laurine Delforge Ilaria Amorosini Arbitre vidéo : Dan Barstow | Arbitrage : Laurine Delforge Ilaria Amorosini Arbitre vidéo : Dan Barstow |

| Match 12 | Pays-Bas                                                                                    | 10 - 0  | Écosse |                                                                        |                                                                        |
| 20h00    | De Goede 4e, 12e · Keetels 15e, 36e · Matla 31e, 56e · Verschoor 42e, 47e, 50e · Albers 42e | (3 - 0) |        | Arbitrage : Sophie Bockelmann Ivona Makar Arbitre vidéo : Alison Keogh | Arbitrage : Sophie Bockelmann Ivona Makar Arbitre vidéo : Alison Keogh |
| 20h00    | Rapport                                                                                     |         |        | Arbitrage : Sophie Bockelmann Ivona Makar Arbitre vidéo : Alison Keogh | Arbitrage : Sophie Bockelmann Ivona Makar Arbitre vidéo : Alison Keogh |

### Poule B
| Rang | Équipe     | J | V | N | P | BP | BC | Diff | Pts | Qualification                       |
| ---- | ---------- | - | - | - | - | -- | -- | ---- | --- | ----------------------------------- |
| 1    | Allemagne  | 3 | 2 | 1 | 0 | 7  | 1  | +6   | 7   | Demi-finales et Coupe du monde 2022 |
| 2    | Belgique   | 3 | 1 | 2 | 0 | 6  | 2  | +4   | 5   | Demi-finales et Coupe du monde 2022 |
| 3    | Angleterre | 3 | 1 | 1 | 1 | 5  | 3  | +2   | 4   |                                     |
| 4    | Italie     | 3 | 0 | 0 | 3 | 0  | 12 | -12  | 0   |                                     |

Source: FIH
En cas d'égalité de points de plusieurs équipes à l'issue des matchs de poule, les critères suivants sont appliqués dans l'ordre indiqué pour établir leur classement:
1. Points de chaque équipe,
2. Matchs gagnés,
3. Différence de buts,
4. Buts pour,
5. Plus grand nombre de points obtenus dans les matchs de poule disputés entre les équipes concernées,
6. Buts marqués en plein jeu.

1re journée
| Match 3           | Angleterre                                          | 4 - 0   | Italie |                                                                                          |                                                                                          |
| 6 juin 2021 10h30 | Evans 13e · Hunter 25e · De Ledesma 48e · Rayer 52e | (2 - 0) |        | Arbitrage : Céline Martin-Schmets Anastasia Bogolyubova Arbitre vidéo : Laurine Delforge | Arbitrage : Céline Martin-Schmets Anastasia Bogolyubova Arbitre vidéo : Laurine Delforge |
| 6 juin 2021 10h30 | Rapport                                             |         |        | Arbitrage : Céline Martin-Schmets Anastasia Bogolyubova Arbitre vidéo : Laurine Delforge | Arbitrage : Céline Martin-Schmets Anastasia Bogolyubova Arbitre vidéo : Laurine Delforge |

| Match 4 | Allemagne  | 1 - 1   | Belgique        |                                                                         |                                                                         |
| 12h45   | Pieper 53e | (0 - 0) | 55e Ballenghien | Arbitrage : Ymkje van Slooten Sarah Wilson Arbitre vidéo : Alison Keogh | Arbitrage : Ymkje van Slooten Sarah Wilson Arbitre vidéo : Alison Keogh |
| 12h45   | Rapport    |         |                 | Arbitrage : Ymkje van Slooten Sarah Wilson Arbitre vidéo : Alison Keogh | Arbitrage : Ymkje van Slooten Sarah Wilson Arbitre vidéo : Alison Keogh |

| Match 6           | Belgique                                     | 4 - 0   | Italie |                                                                                  |                                                                                  |
| 7 juin 2021 14h45 | Ballenghien 24e, 54e · Raye 34e · De Mot 51e | (1 - 0) |        | Arbitrage : Ymkje van Slooten Anastasia Bogolyubova Arbitre vidéo : Sarah Wilson | Arbitrage : Ymkje van Slooten Anastasia Bogolyubova Arbitre vidéo : Sarah Wilson |
| 7 juin 2021 14h45 | Rapport                                      |         |        | Arbitrage : Ymkje van Slooten Anastasia Bogolyubova Arbitre vidéo : Sarah Wilson | Arbitrage : Ymkje van Slooten Anastasia Bogolyubova Arbitre vidéo : Sarah Wilson |

| Match 7 | Allemagne                     | 2 - 0   | Angleterre |                                                                    |                                                                    |
| 17h00   | Zimmermann 8e · Fleschütz 32e | (1 - 0) |            | Arbitrage : Alison Keogh Ivona Makar Arbitre vidéo : Michiel Otten | Arbitrage : Alison Keogh Ivona Makar Arbitre vidéo : Michiel Otten |
| 17h00   | Rapport                       |         |            | Arbitrage : Alison Keogh Ivona Makar Arbitre vidéo : Michiel Otten | Arbitrage : Alison Keogh Ivona Makar Arbitre vidéo : Michiel Otten |

| Match 10          | Allemagne                                                  | 4 - 0   | Italie |                                                                                           |                                                                                           |
| 9 juin 2021 14h45 | Fleschütz 4e · Stapenhorst 33e · Lorenz 42e · Wortmann 54e | (1 - 0) |        | Arbitrage : Ymkje van Slooten Anastasia Bogolyubova Arbitre vidéo : Céline Martin-Schmets | Arbitrage : Ymkje van Slooten Anastasia Bogolyubova Arbitre vidéo : Céline Martin-Schmets |
| 9 juin 2021 14h45 | Rapport                                                    |         |        | Arbitrage : Ymkje van Slooten Anastasia Bogolyubova Arbitre vidéo : Céline Martin-Schmets | Arbitrage : Ymkje van Slooten Anastasia Bogolyubova Arbitre vidéo : Céline Martin-Schmets |

| Match 11 | Angleterre | 1 - 1   | Belgique         |                                                                       |                                                                       |
| 17h00    | Ansley 58e | (0 - 0) | 59e Vanden Borre | Arbitrage : Michelle Meister Sarah Wilson Arbitre vidéo : Ben Göntgen | Arbitrage : Michelle Meister Sarah Wilson Arbitre vidéo : Ben Göntgen |
| 17h00    | Rapport    |         |                  | Arbitrage : Michelle Meister Sarah Wilson Arbitre vidéo : Ben Göntgen | Arbitrage : Michelle Meister Sarah Wilson Arbitre vidéo : Ben Göntgen |

## Matchs pour la cinquième place
Les points obtenus au tour préliminaire contre l'autre équipe issue du même groupe seront conservés.
| Rang | Équipe     | J | V | N | P | BP | BC | Diff | Pts | Qualification       |
| ---- | ---------- | - | - | - | - | -- | -- | ---- | --- | ------------------- |
| 1    | Angleterre | 3 | 3 | 0 | 0 | 12 | 2  | +10  | 9   | Coupe du monde 2022 |
| 2    | Irlande    | 3 | 2 | 0 | 1 | 5  | 5  | 0    | 6   |                     |
| 3    | Écosse     | 3 | 1 | 0 | 2 | 4  | 5  | -1   | 3   |                     |
| 4    | Italie     | 3 | 0 | 0 | 3 | 1  | 10 | -9   | 0   |                     |

Source: FIH
En cas d'égalité de points de plusieurs équipes à l'issue des matchs de poule, les critères suivants sont appliqués dans l'ordre indiqué pour établir leur classement:
1. Points de chaque équipe,
2. Matchs gagnés,
3. Différence de buts,
4. Buts pour,
5. Plus grand nombre de points obtenus dans les matchs de poule disputés entre les équipes concernées,
6. Buts marqués en plein jeu.

| Match 13           | Italie      | 1 - 3   | Écosse                                 |                                                                             |                                                                             |
| 11 juin 2021 09h15 | Laurito 53e | (0 - 2) | 17e Shields · 21e Robertson · 47e Bell | Arbitrage : Sophie Bockelmann Laurine Delforge Arbitre vidéo : Sean Edwards | Arbitrage : Sophie Bockelmann Laurine Delforge Arbitre vidéo : Sean Edwards |
| 11 juin 2021 09h15 | Rapport     |         |                                        | Arbitrage : Sophie Bockelmann Laurine Delforge Arbitre vidéo : Sean Edwards | Arbitrage : Sophie Bockelmann Laurine Delforge Arbitre vidéo : Sean Edwards |

| Match 14 | Angleterre                                           | 5 - 1   | Irlande |                                                                                |                                                                                |
| 11h30    | Toman 20e · Evans 23e, 29e · Owsley 42e · Hunter 59e | (3 - 1) | 9e Duke | Arbitrage : Ilaria Amorosini Sarah Wilson Arbitre vidéo : Sébastien Michielsen | Arbitrage : Ilaria Amorosini Sarah Wilson Arbitre vidéo : Sébastien Michielsen |
| 11h30    | Rapport                                              |         |         | Arbitrage : Ilaria Amorosini Sarah Wilson Arbitre vidéo : Sébastien Michielsen | Arbitrage : Ilaria Amorosini Sarah Wilson Arbitre vidéo : Sébastien Michielsen |

| Match 17           | Irlande                           | 3 - 0   | Italie |                                                                                |                                                                                |
| 12 juin 2021 16h30 | O'Flanagan 27e, 42e · Malseed 47e | (1 - 0) |        | Arbitrage : Anastasia Bogolyubova Ivona Makar Arbitre vidéo : Michelle Meister | Arbitrage : Anastasia Bogolyubova Ivona Makar Arbitre vidéo : Michelle Meister |
| 12 juin 2021 16h30 | Rapport                           |         |        | Arbitrage : Anastasia Bogolyubova Ivona Makar Arbitre vidéo : Michelle Meister | Arbitrage : Anastasia Bogolyubova Ivona Makar Arbitre vidéo : Michelle Meister |

| Match 18 | Angleterre                  | 3 - 1   | Écosse   |                                                                                  |                                                                                  |
| 18h45    | Petter 3e · Owsley 30e, 42e | (2 - 1) | 29e Bell | Arbitrage : Ymkje van Slooten Céline Martin-Schmets Arbitre vidéo : Alison Keogh | Arbitrage : Ymkje van Slooten Céline Martin-Schmets Arbitre vidéo : Alison Keogh |
| 18h45    | Rapport                     |         |          | Arbitrage : Ymkje van Slooten Céline Martin-Schmets Arbitre vidéo : Alison Keogh | Arbitrage : Ymkje van Slooten Céline Martin-Schmets Arbitre vidéo : Alison Keogh |

## Demi-finales pour la première place
|  | Demi-finales | Demi-finales |                        |   | Finale | Finale |
|  | Demi-finales | Demi-finales |                        |   | Finale | Finale |
|  |              |              |                        |   |        |        |
|  |              |              |                        |   |        |        |
|  |              |              |                        |   |        |        |
|  | Pays-Bas     | 3            |                        |   |        |        |
|  | Pays-Bas     | 3            |                        |   |        |        |
|  | Belgique     | 1            |                        |   |        |        |
|  | Belgique     | 1            | Pays-Bas               | 2 |        |        |
|  |              |              | Pays-Bas               | 2 |        |        |
|  |              | Allemagne    | 0                      |   |        |        |
|  | Allemagne    | Allemagne    | 0                      | 4 |        |        |
|  | Allemagne    |              |                        | 4 |        |        |
|  | Espagne      | 1            |                        |   |        |        |
|  | Espagne      | 1            | Match pour la 3e place |   |        |        |
|  |              |              |                        |   |        |        |
|  |              |              |                        |   |        |        |
|  |              |              |                        |   |        |        |
|  | Espagne      | 1            |                        |   |        |        |
|  | Espagne      | 1            |                        |   |        |        |
|  | Belgique     | 3            |                        |   |        |        |
|  | Belgique     | 3            |                        |   |        |        |

### Demi-finales
| Match 15           | Pays-Bas                                  | 3 - 1   | Belgique         |                                                                        |                                                                        |
| 11 juin 2021 16h00 | Matla 5e · Albers 16e · Van Maasakker 49e | (2 - 0) | 37e Vanden Borre | Arbitrage : Michelle Meister Alison Keogh Arbitre vidéo : Sarah Wilson | Arbitrage : Michelle Meister Alison Keogh Arbitre vidéo : Sarah Wilson |
| 11 juin 2021 16h00 | Rapport                                   |         |                  | Arbitrage : Michelle Meister Alison Keogh Arbitre vidéo : Sarah Wilson | Arbitrage : Michelle Meister Alison Keogh Arbitre vidéo : Sarah Wilson |

| Match 16 | Allemagne                                                | 4 - 1   | Espagne      |                                                                                |                                                                                |
| 18h30    | Pieper 3e · Zimmermann 45e · Maertens 60e · Schröder 60e | (1 - 1) | 13e Bonastre | Arbitrage : Céline Martin-Schmets Ivona Makar Arbitre vidéo : Laurine Delforge | Arbitrage : Céline Martin-Schmets Ivona Makar Arbitre vidéo : Laurine Delforge |
| 18h30    | Rapport                                                  |         |              | Arbitrage : Céline Martin-Schmets Ivona Makar Arbitre vidéo : Laurine Delforge | Arbitrage : Céline Martin-Schmets Ivona Makar Arbitre vidéo : Laurine Delforge |

### Troisième et quatrième place
| Match 19           | Espagne     | 1 - 3   | Belgique                               |                                                                       |                                                                       |
| 13 juin 2021 10h00 | Jiménez 46e | (0 - 1) | 21e Nelen · 42e Raye · 47e Ballenghien | Arbitrage : Michelle Meister Alison Keogh Arbitre vidéo : Ivona Makar | Arbitrage : Michelle Meister Alison Keogh Arbitre vidéo : Ivona Makar |
| 13 juin 2021 10h00 | Rapport     |         |                                        | Arbitrage : Michelle Meister Alison Keogh Arbitre vidéo : Ivona Makar | Arbitrage : Michelle Meister Alison Keogh Arbitre vidéo : Ivona Makar |

### Finale
| Match 20           | Pays-Bas                | 2 - 0   | Allemagne |                                                                                 |                                                                                 |
| 13 juin 2021 12h30 | Keetels 18e · Matla 56e | (1 - 0) |           | Arbitrage : Laurine Delforge Sarah Wilson Arbitre vidéo : Céline Martin-Schmets | Arbitrage : Laurine Delforge Sarah Wilson Arbitre vidéo : Céline Martin-Schmets |
| 13 juin 2021 12h30 | Rapport                 |         |           | Arbitrage : Laurine Delforge Sarah Wilson Arbitre vidéo : Céline Martin-Schmets | Arbitrage : Laurine Delforge Sarah Wilson Arbitre vidéo : Céline Martin-Schmets |

## Classement final
| Rang               | Équipe     | J | V | N | P | BP | BC | Diff | Pts | Qualification                       |
| ------------------ | ---------- | - | - | - | - | -- | -- | ---- | --- | ----------------------------------- |
| Médaille d'or      | Pays-Bas   | 5 | 5 | 0 | 0 | 26 | 2  | +24  | 15  | Coupe du monde 2022 en tant qu'hôte |
| Médaille d'argent  | Allemagne  | 5 | 3 | 1 | 1 | 11 | 4  | +7   | 10  | Coupe du monde 2022                 |
| Médaille de bronze | Belgique   | 5 | 2 | 2 | 1 | 10 | 6  | +4   | 8   | Coupe du monde 2022                 |
| 4                  | Espagne    | 5 | 1 | 1 | 3 | 8  | 16 | -8   | 4   | Coupe du monde 2022 en tant qu'hôte |
| 5                  | Angleterre | 5 | 3 | 1 | 1 | 13 | 5  | +8   | 10  | Coupe du monde 2022                 |
| 6                  | Irlande    | 5 | 2 | 0 | 3 | 6  | 10 | -4   | 6   |                                     |
| 7                  | Écosse     | 5 | 1 | 0 | 4 | 5  | 19 | -14  | 3   |                                     |
| 8                  | Italie     | 5 | 0 | 0 | 5 | 1  | 18 | -17  | 0   |                                     |